# HMS M31
HMS M31 був одним з моніторів типу M29 Королівського військово — морського флоту.

## Історія служби
Після завершення HMS M31 було відправлено до Середземномор'я і там він пробув до березня 1919 р. У 1916 р. монітор захищав портове місто Єнбо, в Саудівській Аравії проти османської армії, забезпечуючи артилерійську підтримку для арабських повстанців. Він служив з травня по вересень 1919 року в підтримці британських сил і антибільшовицьких формувань на Білому морі, перш ніж повернувся до Англії.

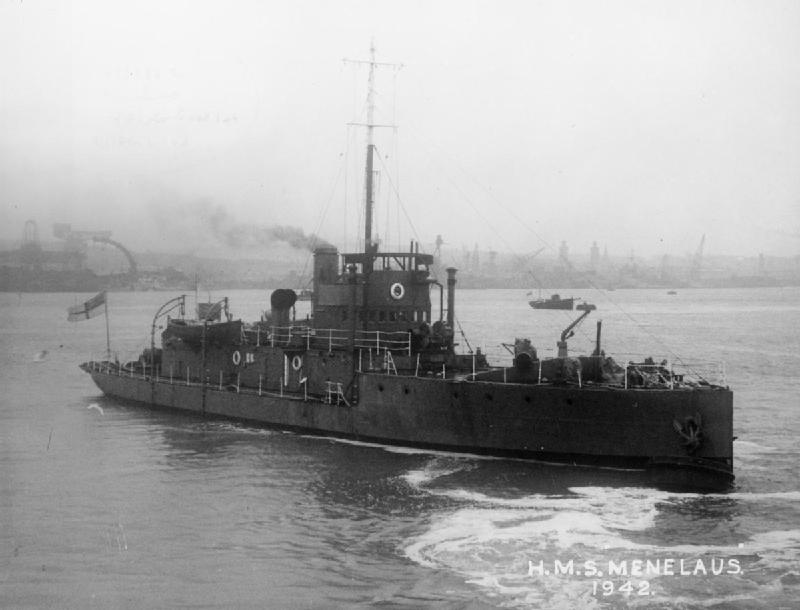
Навчальний корабель HMS Menelaus. Фотографія 1942 року

У вересні 1923 року HMS M31 було перетворено на мінний загороджувач. У грудні 1925 року корабель перейменували на «HMS Melpomene». Його призначили до Торпедної школи в Девонпорті. У вересні 1939 року корабель став тренувальним судном для торпедистів, оснащеним одним торпедним апаратом на баці.